# Ron Harper
Ronald «Ron» Harper Sr. (Dayton, Ohio, 20 de enero de 1964) es un exjugador de baloncesto estadounidense que disputó 15 temporadas en la NBA, ganando 5 anillos, entre 1986 y 2001. Con 1,98 metros de estatura, jugaba en la posición de base.

## Trayectoria deportiva

### Universidad
Ron Harper cumplió su ciclo de 4 años universitarios en el equipo de la Universidad de Miami (Ohio), los RedHawks, donde obtuvo unas excelentes estadísticas de 19,8 puntos, 9,3 rebotes y 2,8 asistencias. 

### Profesional
Fue elegido en el Draft de la NBA de 1986 por Cleveland Cavaliers, en la octava posición de la primera ronda. Promedió 22,9 puntos en su primera temporada como profesional, siendo incluido en el mejor quinteto de rookies. Después de tres temporadas, fue traspasado a Los Angeles Clippers, donde jugó 5 temporadas a un gran nivel. En 1994, fue traspasado a Chicago Bulls, donde jugó hasta 1999. En la ciudad del viento ganó sus tres primeros anillos de campeón de la NBA en los 5 años que permaneció allí.
En 1999 decidió seguir los pasos del que había sido su entrenador en Chicago, Phil Jackson, y fichó por Los Angeles Lakers ya con 36 años, pero rindiendo todavía a un gran nivel. En la ciudad californiana ganó otros dos anillos de campeón en sendas campañas, retirándose del baloncesto en activo al finalizar la temporada 2000-01. Ganó los 5 campeonatos con el mismo entrenador y en un periodo de 6 temporadas.

### Entrenador
En 2005 firmó como entrenador asistente de Detroit Pistons. Tras dos temporadas, en 2007, no fue renovado.

## Estadísticas de su carrera en la NBA
|  | Denota temporadas en las que ganó el Campeonato de la NBA |

### Temporada regular
| Año     | Equipo        | PJ   | PT  | MPP  | %TC  | %3P  | %TL  | RPP | APP | ROB | TPP | PPP  |
| ------- | ------------- | ---- | --- | ---- | ---- | ---- | ---- | --- | --- | --- | --- | ---- |
| 1986-87 | Cleveland     | 82   | 82  | 37.4 | .455 | .213 | .684 | 4.8 | 4.8 | 2.5 | 1.0 | 22.9 |
| 1987-88 | Cleveland     | 52   | 52  | 32.1 | .464 | .150 | .705 | 3.9 | 4.9 | 2.1 | .9  | 15.4 |
| 1988-89 | Cleveland     | 82   | 82  | 34.8 | .511 | .250 | .751 | 5.0 | 5.3 | 2.3 | .9  | 18.6 |
| 1989-90 | Cleveland     | 7    | 7   | 37.4 | .442 | .200 | .756 | 6.9 | 7.0 | 2.0 | 1.3 | 22.0 |
| 1989-90 | L.A. Clippers | 28   | 28  | 39.5 | .481 | .283 | .795 | 5.6 | 4.8 | 2.4 | 1.1 | 23.0 |
| 1990-91 | L.A. Clippers | 39   | 34  | 35.5 | .391 | .324 | .668 | 4.8 | 5.4 | 1.7 | .9  | 19.6 |
| 1991-92 | L.A. Clippers | 82   | 82  | 38.3 | .440 | .303 | .736 | 5.5 | 5.1 | 1.9 | .9  | 18.2 |
| 1992-93 | L.A. Clippers | 80   | 77  | 37.1 | .451 | .280 | .769 | 5.3 | 4.5 | 2.2 | .9  | 18.0 |
| 1993-94 | L.A. Clippers | 75   | 75  | 38.1 | .426 | .301 | .715 | 6.1 | 4.6 | 1.9 | .7  | 20.1 |
| 1994-95 | Chicago       | 77   | 53  | 19.9 | .426 | .282 | .618 | 2.3 | 2.0 | 1.3 | .4  | 6.9  |
| 1995-96 | Chicago       | 80   | 80  | 23.6 | .467 | .269 | .705 | 2.7 | 2.6 | 1.3 | .4  | 7.4  |
| 1996-97 | Chicago       | 76   | 74  | 22.9 | .436 | .362 | .707 | 2.5 | 2.5 | 1.1 | .5  | 6.3  |
| 1997-98 | Chicago       | 82   | 82  | 27.9 | .441 | .190 | .750 | 3.5 | 2.9 | 1.3 | .6  | 9.3  |
| 1998-99 | Chicago       | 35   | 35  | 31.6 | .377 | .318 | .703 | 5.1 | 3.3 | 1.7 | 1.0 | 11.2 |
| 1999-00 | L.A. Lakers   | 80   | 78  | 25.5 | .399 | .311 | .680 | 4.2 | 3.4 | 1.1 | .5  | 7.0  |
| 2000-01 | L.A. Lakers   | 47   | 46  | 24.2 | .469 | .264 | .708 | 3.5 | 2.4 | .5  | .5  | 6.5  |
| Total   | Total         | 1009 | 967 | 30.9 | .446 | .289 | .720 | 4.3 | 3.9 | 1.7 | .7  | 13.8 |

### Playoffs
| Año   | Equipo        | PJ  | PT | MPP  | %TC  | %3P  | %TL  | RPP | APP | ROB | TPP | PPP  |
| ----- | ------------- | --- | -- | ---- | ---- | ---- | ---- | --- | --- | --- | --- | ---- |
| 1988  | Cleveland     | 4   | 4  | 33.5 | .476 | .000 | .688 | 5.0 | 3.8 | 2.8 | 1.0 | 17.8 |
| 1989  | Cleveland     | 5   | 5  | 37.8 | .565 | .000 | .769 | 4.2 | 4.0 | 2.2 | .8  | 19.6 |
| 1992  | L.A. Clippers | 5   | 5  | 41.2 | .448 | .111 | .786 | 6.4 | 4.6 | 1.0 | .8  | 18.0 |
| 1993  | L.A. Clippers | 5   | 5  | 34.8 | .474 | .500 | .647 | 4.0 | 3.2 | 3.0 | 2.0 | 18.0 |
| 1995  | Chicago       | 6   | 0  | 6.7  | .429 | .000 | .000 | 1.0 | .7  | .5  | .2  | 2.0  |
| 1996  | Chicago       | 18  | 16 | 27.4 | .425 | .319 | .690 | 3.7 | 2.5 | 1.4 | .4  | 8.8  |
| 1997  | Chicago       | 19  | 19 | 27.1 | .400 | .344 | .750 | 4.3 | 3.0 | 1.3 | .7  | 7.5  |
| 1998  | Chicago       | 21  | 21 | 26.8 | .459 | .263 | .615 | 3.7 | 2.3 | 1.0 | .9  | 6.7  |
| 2000  | L.A. Lakers   | 23  | 23 | 28.0 | .431 | .231 | .702 | 3.7 | 3.2 | 1.0 | .6  | 8.6  |
| 2001  | L.A. Lakers   | 6   | 0  | 7.0  | .500 | .250 | .667 | 1.3 | .7  | .7  | .2  | 2.2  |
| Total | Total         | 112 | 98 | 26.8 | .450 | .292 | .698 | 3.7 | 2.7 | 1.3 | .7  | 9.0  |

## Logros y reconocimientos
Universidad
- Consensus second-team All-American (1986)
- 2× MAC Player of the Year (1985, 1986).
- 3× First-team All-MAC (1984–1986).

NBA
- 5 veces Campeón de la NBA (1996, 1997, 1998, 2000, 2001).
- Elegido en el mejor quinteto de rookies en 1987.

Honores
- Su dorsal #34 ha sido retirado por los Miami RedHawks.

## Vida personal
Harper es padre de los también jugadores, Ron Harper Jr. y Dylan Harper, y padrino de R. J. Hunter.
Harper ha luchado contra la tartamudez durante la mayor parte de su vida, y dona su tiempo a la National Stuttering Association (Asociación Nacional de la Tartamudez estadounidense) para animar a otras personas con este problema a no dejar que les obstaculice.
En 1997 hizo un cameo en un episodio del programa de televisión Kenan & Kel, titulado «Foul Bull», interpretándose a sí mismo.